# Franco Scepi
Franco Scepi (Lucera, 1941) è un artista e regista italiano.

## Biografia
Franco Scepi, figlio d'arte, madre pittrice, padre con vena poetica, zia musicista.
Inventore polivalente, così definito da Gillo Dorfles, oppure danseur des images, come lo chiamò il produttore dei film di Luis Buñuel, Serge Silberman. 
Ha sperimentato tutti i media e tutti i linguaggi, dal teatro al cinema, dalla pubblicità, alla pittura e molto ancora.
Architetto scenografo al Teatro alla Scala di Milano (allievo di Nicola Benois) e in televisione (L'amico del giaguaro). Regista di due film, Can Cannes e Packaging, presentati alla Biennale di Venezia rispettivamente nel 1980 e 1982, ha realizzato cortometraggi, video musicali e spot pubblicitari. 
Nei primi anni sessanta inizia a filmare e fotografare diversi eventi: segue gli interventi dei pompieri e crea documenti visivi che definisce “effetti fuoco”, anticipando le correnti dell'arte concettuale.
Con il Boom economico esplode il marketing e la pubblicità. 
Scepi non si lascia sfuggire l'occasione di frequentare i nuovi linguaggi, che possono raggiungere con immediatezza un grande numero di persone. 
Quando Andy Warhol rappresentò le sue Campbell's Soup, e i prodotti furono considerati segni d'arte contemporanea, Franco Scepi volle essere artista creatore di quei segni. Da allora ha lavorato per importanti aziende e prodotti: Cirio, Arrigoni, Ramazzotti, BIC, Deborah, Ovomaltina, San Pellegrino, Antonini, Castelli, Fiorucci, Autogril, Gaggia, GS, Euromercato. 
Con Lino Casa e Claudio De Micheli fonda a Milano nel 1967 l'agenzia CDS, dove nel 1977 entra come socio Gianni Sias, e nel 1977 è cofondatore e promotore della casa di produzione Mercurio Cinematografica. Negli anni ottanta con il gruppo dei soci fonda le agenzie Eurocom e Azzurra. 
Per oltre 10 anni, erede di Fortunato Depero in casa Campari si è occupato dell'immagine dei prodotti dell'azienda, creando, producendo e dirigendo personalmente anche gli spot televisivi.
Frequentatore di Andy Warhol, ha definito il suo lavoro Over Ad'Art ed è stato premiato nel 1987 a New York con l'Oscar per la pubblicità. Tra gli eventi Over Ad'Art “Caffè ad Arte”, creato e realizzato con Mario Schifano e con la partecipazione dell'attrice Brooke Shields.
Over Ad'Art sintetizza una forma di espressione successiva alla Pop art. L'artista non utilizza più le immagini create da altri, ma rielabora le immagini pubblicitarie da lui stesso prodotte in un'opera successiva recuperandone i segni estetici ed usufruendo dei materiali originali in suo possesso.
Ha inventato la prima auto elettrica d'artista, riproposta da un suo spot. Ha disegnato manifesti per registi internazionali tra i quali Brian De Palma, Rainer Werner Fassbinder e ha progettato, dal 1980, eventi per costruire l'immagine della città di Milano: Panoramica dei film di Venezia, Carnevale Ambrosiano, Festa dei Navigli, Topix (video scultura in piazza Duomo).
Nel 1999 Michail Sergeevič Gorbačëv ed i Nobel della Pace hanno sottoscritto l'immagine Man for Peace, creata da Scepi nel 1977 per il manifesto del film L'uomo di marmo di Andrzej Wajda, ispirata da Karol Woitjla e definita simbolo anticipatore del crollo del muro di Berlino. Differenti copie del monumento, con il sostegno del Museo MAGI, sono state acquisite da città e gallerie d'arte.
Con il simbolo Scepi's Man for Peace sono stati premiati dai Nobel, personaggi dello spettacolo che si sono distintisi per il loro impegno etico, tra i quali Roberto Benigni nel 2002, Nazionale Cantanti nel 2003, Cat Stevens nel 2004, Bob Geldof, Dawn Engle e Ivan Suvanjieff nel 2005, Massimo Cacciari nel 2007, Claudio Baglioni nel 2008.
Fra le sue opere più recenti, si segnala il grande monumento “Goccia della Terra”, esposto alla Fondazione Dino Zoli di Forlì. Il monumento, pensile, è dedicato a tutte le madri della Terra, a partire da Jetsum Pema, sorella del Dalai Lama e Grande Madre del Tibet, alla quale Franco Scepi ha donato il progetto dell'opera.